# Tỷ số tín hiệu cực đại trên nhiễu
Tỉ số tín hiệu cực đại trên nhiễu (tiếng Anh: peak signal-to-noise ratio, thường được viết tắt là PSNR), là tỉ lệ giữa giá trị năng lượng tối đa của một tín hiệu và năng lượng nhiễu ảnh hướng đến độ chính xác của thông tin. Bởi vì có rất nhiều tín hiệu có phạm vi biến đổi rộng, nên PSNR thường được biểu diễn bởi đơn vị logarithm decibel.
PSNR được sử dụng để đo chất lượng tín hiệu khôi phục của các thuật toán nén có mất mát dữ liêu (lossy compression) (ví dụ: dùng trong nén ảnh). Tín hiệu trong trường hợp này là dữ liệu gốc, và nhiễu là các lỗi xuất hiện khi nén. Khi so sánh các thuật toán nén thường dựa vào sự cảm nhận gần chính xác của con người đối với dữ liệu được khôi phục, chính vì thế trong một số trường hợp dữ liệu được khôi phục của thuật toán này dường như có chất lượng tốt hơn những cái khác, mặc dù nó có giá trị PSNR thấp hơn (thông thường PSNR càng cao thì chất lượng dữ liệu được khôi phục càng tốt). Vì vậy khi so sánh kết quả của 2 thuật toán cần phải dựa trên codecs giống nhau và nội dung của dữ liệu cũng phải giống nhau.

## Định nghĩa
Cách đơn giản nhất là định nghĩa thông qua sai số toàn phương trung bình (MSE, mean squared error) được dùng cho ảnh 2 chiều có kích thước m×n trong đó I và K là ảnh gốc và ảnh được khôi phục tương ứng: {\displaystyle {\mathit {MSE}}={\frac {1}{m\,n}}\sum _{i=0}^{m-1}\sum _{j=0}^{n-1}[I(i,j)-K(i,j)]^{2}}
PSNR được định nghĩa bởi:
{\displaystyle {\begin{aligned}{\mathit {PSNR}}&=10\cdot \log _{10}\left({\frac {{\mathit {MAX}}_{I}^{2}}{\mathit {MSE}}}\right)\\&=20\cdot \log _{10}\left({\frac {{\mathit {MAX}}_{I}}{\sqrt {\mathit {MSE}}}}\right)\end{aligned}}}
Ở đây, MAXI là giá trị tối đa của pixel trên ảnh. Khi các pixcels được biểu diễn bởi 8 bits, thì giá trị của nó là 255. Trường hợp tổng quát, khi tín hiệu được biểu diễn bởi B bits trên một đơn vị lấy mẫu, MAXI là 2B−1. Với ảnh màu với 3 giá trị RGB trên 1 pixel, các tính toán cho PSNR tương tự ngoại trừ việc tính MSE là tổng của 3 giá trị (tính trên 3 kênh màu) chia cho kích thước của ảnh và chia cho 3.
Giá trị thông thường của PSNR trong lossy ảnh và nén video nằm từ 30 đến 50 dB, giá trị càng cao thì càng tốt. Giá trị có thể chấp nhận được khi truyền tín hiệu không dây có tổn thất khoảng từ 20 dB đến 25 dB.
Khi 2 ảnh là đồng nhất thì MSE sẽ bằng 0. Trong trường hợp này tỉ số PSNR không xác định (chia bởi 0).